# Высокоширотная арктическая экспедиция
Высокоширотная арктическая экспедиция (ВАЭ) — экспедиционное подразделение Арктического и Антарктического научно-исследовательского института Федеральной службы по гидрометеорологии и мониторингу окружающей среды России, организующее дрейфующие экспедиции на льду Северного Ледовитого океана, широко известные под общим названием «Северный полюс» (СП).
Авиационное транспортное обеспечение арктических экспедиций осуществлялось воздушными высокоширотными экспедициями (ВВЭ) — самолётами и вертолётами.